# William R. Rice
William Richard Rice (* 1951) ist ein US-amerikanischer Evolutionsbiologe und Hochschullehrer an der University of California, Santa Barbara (UCSB).
Rice studierte an der Ohio State University mit dem Master-Abschluss 1976 und wurde 1980 an der Oregon State University promoviert. Als Post-Doktorand war er an der University of California, Davis. Er ist seit 1999 Professor für Ökologie, Evolution und Meeresbiologie an der UCSB.
1995 war er Resident Scholar an der University of Chicago. Von 1988 bis 1990 war er Gastprofessor an der University of New Mexico, er war Chancellor’s Distinguished Lecturer und Empfänger der Universitätsmedaille an der Louisiana State University und er hielt die Hilgendorf-Vorlesung am Max-Planck-Institut für Entwicklungsbiologie in Tübingen.
Er befasst sich mit der genetischen Basis der Evolution, evolutionäre Vorteile sexueller Rekombination, intersexuelle antagonistische Koevolution, Interlocus Contest Evolution (ICE) und Sex-Chromosomen. Seine Experimente zur antagonistischen Ko-Evolution der Geschlechter (bei denen es bei der gegenseitigen Anpassung der Geschlechter aneinander auch zu negativen evolutiven Effekten beim Partner kommt) unternahm er an Drosophila. Rice sieht allgemein genetische Konflikte als zentrales Prinzip der Genetik.
2012 entwickelte er eine Theorie der Entstehung von Homosexualität über epigenetische Marker. Diese Marker sind empfindlich für Testosteron beim Fetus: sie erhöhen die Empfindlichkeit für Testosteron bei XY Chromosomen und erniedrigen diese bei XX Chromosomen. Manchmal werden aber auch Marker vom anderen Geschlecht über die Generationen mosaikartig weitergegeben und erzeugen falls diese nicht entfernt werden unter Umständen eine den Geschlechtschromosomen entgegengerichtete Präferenz (Homosexualität, als ein möglicher phänotypischer Ausgang). Rice ist auch der Meinung (2013), dass Homosexualität als Phänomen in der Natur unterschätzt wurde.
2010 erhielt er den Sewall Wright Award.

## Schriften (Auswahl)
Außer die in den Fußnoten zitierten Arbeiten.
- Speciation via habitat specialization: the evolution of reproductive isolation as a correlated character, Evolutionary Biology, Band 1, 1987, S. 301–314
- Analyzing tables of statistical tests, Evolution, Band 43, 1989, S. 223–225
- mit J. J. Bull: Distinguishing mechanisms for the evolution of co-operation, Journal of Theoretical Biology, Band 149, 1991, S. 63–74
- Sexually antagonistic genes: experimental evidence, Science, Band 256, 1992, S. 1436–1439
- mit E. E. Hostert: Laboratory experiments on speciation: what have we learned in 40 years?, Evolution, Band 47, 1993, S. 1637–1653
- Sex chromosomes and the evolution of sexual dimorphism, Evolution, 1984, S. 735–742
- Sexually antagonistic male adaptation triggered by experimental arrest of female evolution, Nature, Band 381, 1996, S. 232–234
- mit B. Holland: The enemies within: intergenomic conflict, interlocus contest evolution (ICE), and the intraspecific Red Queen, Behavioral Ecology and Sociobiology, Band 41, 1997, S. 1–10
- mit B. Holland: Perspective: chase-away sexual selection: antagonistic seduction versus resistance, Evolution, Band 52, 1998, S. 1–7
- mit B. Holland: Experimental removal of sexual selection reverses intersexual antagonistic coevolution and removes a reproductive load, Proc. Nat. Acad. Sci. USA, Band 96, 1999, S. 5083–5088
- mit A. K. Chippindale, J. R. Gibson: Negative genetic correlation for adult fitness between sexes reveals ontogenetic conflict in Drosophila, Proc. Nat. Acad. Sci. USA, Band 98, 2001, S. 1671–1675
- mit A. K. Chippindale: Intersexual ontogenetic conflict, Journal of Evolutionary Biology, Band 14, 2001, S. 685–693
- mit A. K. Chippindale, J. R. Gibson: The X chromosome is a hot spot for sexually antagonistic fitness variation, Proc. Roy. Soc. London B, Band 269, 2002, S. 499–505
- mit D. F. Sax u. a.: Ecological and evolutionary insights from species invasions, Trends in Ecology & Evolution, Band 22, 2007, S. 465–471
- mit D. Bachtrog u. a.: Are all sex chromosomes created equal ?, Trends in Genetics, Band 27, 2011, S. 350–357